# جون بي جوهانسون
جون بي جوهانسون هو عسكري سويدي، ولد في 22 يناير 1865 في السويد، وتوفي في 14 ديسمبر 1937.